# Opticin
Opticin‏ (Opticin) هوَ بروتين يُشَفر بواسطة جين Opticin في الإنسان.
ينتمي بروتين الأوبتيسين إلى الفئة الثالثة من عائلة بروتينات التكرار الصغيرة الغنية بالليوسين (SLRP). ترتبط هذه العائلة عادةً بالمصفوفة خارج الخلوية. يوجد الأوبتيسين بكميات كبيرة في الجسم الزجاجي للعين، ويتمركز أيضًا في القرنية، والقزحية، والجسم الهدبي، والعصب البصري، والمشيمية، والشبكية، وكبد الجنين. قد يرتبط الأوبتيسين بألياف الكولاجين بشكل غير تساهمي، وينظم شكلها، وتباعدها، وتنظيمها. يرتبط جين الأوبتيسين بمنطقة في الكروموسوم 1 مرتبطة بأمراض العين الوراثية، مثل التنكس البقعي المرتبط بالعمر (AMD) وترنح العمود الخلفي المصحوب بشبكية صباغية (AXPC1).